# Règles de procédure civile
Dans certains pays de common law, les Règles de procédure civile sont le principal texte de législation énonçant les  dispositions normatives à suivre en matière de procédure civile.

## Droit par pays

### Canada
Certaines provinces canadiennes de common law ont adopté des Règles de procédure civile. Ces textes réglementaires se ressemblent entre eux, mais ils présentent des différences importantes avec le Code de procédure civile du Québec, lequel est majoritairement de tradition romano-civiliste.
- Règles de procédure civile de l'Ontario[1]
- Règles de procédure civile de la Nouvelle-Écosse[2]
- Règles de procédure du Nouveau-Brunswick[3]

Les provinces de common law qui n'ont pas adopté de Règles de procédure civile à l'échelle provinciale peuvent décider d'adopter des règlements similaires pour chaque tribunal (par ex. les Règles de la Cour du Banc de la Reine du Manitoba ).
D'autre part, les tribunaux québécois individuels peuvent aussi avoir leurs règlements de procédure civile qui sont distincts du Code de procédure civile (par ex le Règlement de la Cour supérieure du Québec en matière civile).

### États-Unis
Les Federal Rules of Civil Procedure sont les règles de procédure civile applicables aux Cours de district des États-Unis.

### Royaume-Uni
Au Royaume-Uni, les Règles de procédure civile (anglais : Civil Procedure Rules) sont les règles de procédure civile utilisées par la Cour d'appel, la Haute Cour de justice et les tribunaux de comté dans les affaires civiles en Angleterre et au Pays de Galles.